# Albrecht Friedrich Carl zu Castell-Castell
Albrecht Friedrich Carl Graf und Herr zu Castell-Castell (* 2. Mai 1766 in Remlingen; † 11. April 1810 in Castell) war von 1773 bis 1806 Herrscher der Grafschaft Castell. Er begründete die Linie Castell-Castell und stand dieser Linie auch nach der Auflösung der Grafschaft im Jahr 1806 als Standesherr vor.

## Die Grafschaft vor Albrecht Friedrich Carl
Vor dem Amtsantritt des Grafen Albrecht Friedrich Carl hatten über Jahrhunderte zwei Linien die Grafschaft Castell geprägt. Die Linie Rüdenhausen saß in ihren Schlössern in Rüdenhausen und Wiesenbronn, während die Linie Remlingen auf Schloss Remlingen und in Castell residierte. Mit dem kinderlosen Tod des Vorgängers Friedrich Ludwig Carl Christian zu Castell-Rüdenhausen starb die Rüdenhäuser Linie aus.
Gleichzeitig hatte mit der Französischen Revolution des Jahres 1789 und dem Aufstieg Napoleons eine Entwicklung eingesetzt, die auch die Grafschaft in Franken erfassen sollte. Mehr und mehr wurden die deutschen Kleinstaaten aufgelöst und größeren Staatswesen einverleibt. Ebenso wurde die Abschaffung des Absolutismus vorangetrieben. Die Bevölkerung der Kleinstaaten verlangte mehr und mehr bürgerliche Rechte und Freiheiten.

## Leben
Albrecht Friedrich Carl wurde am 2. Mai 1766 im unterfränkischen Remlingen geboren. Er war der älteste Sohn des Grafen Christian Friedrich Carl zu Castell-Remlingen und dessen Gemahlin Catharina Hedwig zu Castell-Rüdenhausen. Albrecht Friedrich Carl hatte drei jüngere Geschwister, von denen jedoch nur der jüngste Bruder Christian Friedrich das Erwachsenenalter erreichen sollte. Der junge Graf studierte zunächst in Erlangen und Leipzig und bereiste anschließend auf seiner Kavalierstour Deutschland, die Schweiz und Frankreich.
Im Jahr 1792 trat er die Regierung über die Grafschaft an, nachdem sein Vater bereits 1773 verstorben war. Mit dem Tod des Verwandten Friedrich Ludwig Carl Christian kam es zur Erbeinung der beiden Linien. Albrecht Friedrich Carl teilte jedoch die Grafschaft mit seinem Bruder Christian Friedrich erneut, sodass die beiden Linien (Neu)-Castell-Rüdenhausen und Castell-Castell entstanden. Albrecht Friedrich Carl stand der Linie Castell-Castell vor.
Am 3. September 1806 wurde die Grafschaft durch die sogenannte Rheinbundakte aufgelöst. Mit dem 25. September 1806 wurde sie Teil von Kurpfalz-Bayern. Die ehemaligen Landesherren von Castell waren fortan nur noch bayerische Standesherren. Einige Vorrechte konnten sie jedoch behalten, so das Domänenrecht, die Aktivlehen, Einkünfte aus grundherrlichen Rechten und die sogenannte Patrimonialgerichtsbarkeit. Graf Albrecht Friedrich Carl starb am 11. April 1810 in Castell.

## Ehe und Nachkommen
Albrecht Friedrich Carl heiratete am 30. April 1788 in Castell Sophie Charlotte zu Löwenstein-Wertheim-Virneburg. Aus der Ehe gingen sechs Kinder hervor, von denen jedoch nicht alle das Erwachsenenalter erreichten.
- Friedrich Ludwig (* 2. November 1791 in Castell; † 21. April 1875 ebenda)
- Dorothea Christiane Caroline (* 20. Januar 1793 in Castell; † 20. Februar 1796 ebenda)
- Albrecht Philipp Ferdinand (* 31. Juli 1797 in Castell; † 20. Oktober 1797 ebenda)
- Friedrich Ernst Albrecht (* 28. Juni 1800 in Castell; † 13. September 1839 in Meerholz)
- Carl (* 8. Dezember 1801 in Castell; † 2. März 1850 in Wiesbaden)[3]